# Grusonia densispina
Grusonia densispina là một loài thực vật có hoa trong họ Cactaceae. Loài này được (Ralston & Hilsenb.) Pinkava mô tả khoa học đầu tiên năm 2002.